# Kamp Wyldemerk
Kamp Wyldemerk (ook wel geschreven als Wyldemerck en Wijldemerk) is een voormalig werkkamp en Moluks woonoord in de Friese gemeente De Friese Meren. Het was gelegen aan de Wyldemerkwei tussen de plaatsen Balk en Rijs bij natuurgebied Wyldemerk ten noorden van buurtschap Schouw en de Van Swinderenvaart. Sinds de jaren 80 is het een bos- en wandelgebied. De beheerder en eigenaar is Staatsbosbeheer.

## Nederlandse Arbeidsdienst
De naam Wyldemerck betekent oorspronkelijk ‘wilde markt’ en verwijst naar het historisch gebruik van het terrein als markt- of kermisplaats tot het eind van de negentiende eeuw. In 1942 werd in de streek Gaasterland een barakkenkamp gebouwd in opdracht van de Nederlandse Arbeidsdienst (NAD). Toen eind 1944 de bevrijding en de val van het naziregime dichtbij kwamen, vertrokken de NAD-arbeiders en verbleven er in Wyldemerck oorlogsevacuées uit Limburg. Na de Tweede Wereldoorloga diende Wyldemerck als interneringskamp voor politieke delinquenten; als woonoord voor kinderen van veroordeelden; Drentenaren uit de 5-mijls zone; en Nederlanders die voor de oorlog in Duitsland hadden gewoond en nu terug kwamen. Deze mensen verbleven allen maar kort in het kamp. Daarna stonden de barakken een paar jaar leeg tot er in 1953 de zogeheten repatrianten  kwamen wonen als gevolg van de onafhankelijkheid van Indonesië. In 1954 werd Kamp Wyldemerck overgedragen aan het Comissariaat Ambonezenzorg (CAZ) en gereed gemaakt voor Molukkers.

## Moluks woonoord
In 1954 werden in de barakken Molukse KNIL-militairen en hun gezinnen gehuisvest. Het was een van de vier Molukse woonoorden in Friesland. De zeven barakken werden verbouwd tot 24 twee- en 12 driekamerwoningen. In totaal kwamen 55 gezinnen met 315 personen.
In 1956 werd voor de islamitische Ambonezen begonnen met de bouw van een moskee, de eerste nieuwgebouwde moskee met een minaret in Nederland. De moskee werd in 1956 geopend door burgemeester van Gaasterland G.W.C.D. baron thoe Schwarzenberg en Hohenlandberg. Imam Achmed Tan werd op 22 maart 1957 begraven op de begraafplaats van Nijemirdum. Vanaf 1964 verhuisden de meeste Molukkers naar een woonwijk in Ridderkerk.
In 1969 werd het kamp gesloten. Na het vertrek van de laatste bewoners zijn de meeste  gebouwen gesloopt of op andere plaatsen hergebruikt. Er staat alleen nog een electriciteitshuisje. In 1994 publiceerde Ghani van den Bergh een historie van het kamp en 1995 verscheen de documentaire 'Een kampong in Friesland' van Lani Ohorella.  Het samenwerkingsverband Moluks Erfgoed en het Moluks Historisch Museum gingen in 2022 op zoek naar verhalen van oud-bewoners en de resten van het woonoord.

## Gedenkteken
Ter nagedachtenis aan de Molukkers werd op de plaats van het voormalige kamp in 1997 een gedenkteken onthuld door burgemeester Wiebe Pitlo en ingezegend door de Molukse geestelijke Mohammed Toha Launuru. Door kunstenaar Hein Mader zijn op de zwerfkei kruidnagels van brons aangebracht.
Almere · Beugelen · Kamp De Bruine Enk · Dobbendal · Eerde · Heitraksgoor · Hilvarenbeek · Hooghalen · Havelte · Kloosterhaar · Nuis · Overbroek · De Pieterberg · De Rips · Ronde Huis · Schoonloo · De Vecht · Vledder · Vosseveld · Waterloo (Lisiduna) · Wierden I · Wyldemerk